# Clupea (Schiff, 1949)
Die Clupea ist ein ehemaliger deutscher Fischereiforschungskutter. Eigner war die Bundesrepublik Deutschland, vertreten durch das Bundesministerium für Ernährung, Landwirtschaft und Verbraucherschutz (BMELV). Das Schiff stand dem Johann Heinrich von Thünen-Institut/Institut für Ostseefischerei Rostock (vTI-OSF) zur Verfügung. Bereedert wurde das Schiff von der Bundesanstalt für Landwirtschaft und Ernährung (BLE).

## Geschichte
Der Kutter wurde 1949 auf der Boddenwerft in Damgarten gebaut. Der Stapellauf fand im Juni, die Fertigstellung im November 1949 statt.
Der hölzerne Seitenfänger gehörte zur Serie der auch als „Fischkutter Typ D“ bezeichneten 17-Meter-Kutter, die in großer Zahl auf verschiedenen Werften in der DDR gebaut worden waren. Er wurde am 7. November 1949 zunächst als kommerzieller Fischkutter Erfurt mit Heimathafen Sassnitz und dem Fischereikennzeichen SAS 115 in Dienst gestellt. Später kam der Kutter nach Wolgast (Fischereikennzeichen WOG 83) und nach Karlshagen auf Usedom (Fischereikennzeichen KAR 23).
Die Clupea war das dienstälteste deutsche Forschungsschiff. 2011 wurde auf der Fassmer-Werft der gleichnamige Nachfolger gebaut und im April 2012 in Dienst gestellt. Der Kutter wurde im Juli 2012 für 15.000 Euro über die VEBEG verkauft. Nach einem Umbau ist das in Rostock-Marienehe beheimatete Schiff als Praunus für einen privaten Anbieter weiter im Forschungseinsatz.

## Einsatz als Fischereiforschungskutter
1982 führte das damalige Institut für Hochseefischerei und Fischverarbeitung in Rostock ein neues wissenschaftliches Verfahren zur Berechnung der Heringspopulation vor der Küste Mecklenburg-Vorpommerns ein. Für die Forschungsarbeiten wurde der Fischkutter Erfurt im Juni 1982 zunächst gechartert und dann zum 1. Januar 1983 gekauft. Anschließend wurde er zum Fischereiforschungkutter Clupea umgebaut. Dabei wurde u. a. der nicht mehr benötigte Fischraum zu Wohnraum für das wissenschaftliche Personal umgebaut. 1986/87 wurde der Forschungskutter erneut umgebaut und bekam dabei u. a. ein größeres Ruderhaus.
Einige der Hauptaufgaben des Forschungskutters waren bis Ende 1991 Probefänge der kommerziell genutzten Fischarten, Probefänge in Jungfisch- und Laichgebieten, Probefänge im Greifswalder Bodden zur Feststellung der Mortalität von Heringslarven unter Berücksichtigung der marinen Umweltbedingungen und die Erprobung neuer Fanggeräte und -techniken.
Nach der Wiedervereinigung kam der Kutter Anfang 1992 zur Bundesforschungsanstalt für Fischerei (heute Johann Heinrich von Thünen-Institut). Einsatzgebiet waren die flachen Küsten- und Boddengewässer der Ostsee, die für die beiden größeren Fischereiforschungsschiffe des vTI aufgrund des Tiefgangs nicht zugänglich sind.
Schwerpunkte der Forschungsarbeiten waren seitdem die Erforschung und Überwachung diverser Fischpopulationen und Untersuchungen zu Überlebensraten sog. Discards (gesamter ungenutzter Teil von Fängen, der vom Fangschiff wieder ins Meer zurückgeworfen wird) sowie die Erprobung neuer Fanggeräte und -techniken.

## Ausstattung
Angetrieben wird der Kutter von einem Sechszylinder-Viertakt-Dieselmotor der VEB Schwermaschinenbau „Karl Liebknecht“ (Typ 6 NVD 24) mit 110 kW Leistung. Der Kutter erreicht damit eine Geschwindigkeit von bis zu 8 Knoten.
Als Hilfsdiesel steht ein KHD-Dieselmotor (Typ D 226 B) mit einer Leistung von 32 kW zur Verfügung. Für die Stromversorgung befindet sich ein Dieselgenerator an Bord, der über eine Scheinleistung von 70 kVA verfügt.
Die Clupea verfügt über Schlafplätze für sieben Personen. Sechs davon befinden sich in zwei Dreibettkammern, eine siebte Koje im Steuerhaus.

## Sonstiges
Namensgeber der Clupea war der Hering, dessen lateinischer Gattungsname Clupea ist.